# 딸만 셋이요
"딸만 셋이요"는 한국에서 제작된 이성구 감독의 1972년 영화이다. 김희갑 등이 주연으로 출연하였고 지해성 등이 제작에 참여하였다.

## 출연

### 주연
- 김희갑
- 황정순